# Élections législatives de 1973 dans la Meuse
Les élections législatives françaises de 1973 se déroulent les 4 et 11 mars 1973. Dans le département de la Meuse, deux députés sont à élire dans le cadre de deux circonscriptions.

## Élus
| Circonscription | Député sortant   | Parti | Parti | Député élu ou réélu | Parti | Parti |
| --------------- | ---------------- | ----- | ----- | ------------------- | ----- | ----- |
| 1re             | Louis Jacquinot  |       | UDR   | Jean Bernard        |       | PS    |
| 2e              | André Beauguitte |       | RI    | André Beauguitte    |       | RI    |

## Résultats

### Résultats à l'échelle du département
| Parti                 | Parti                                   | Premier tour | Premier tour | Second tour | Second tour | Sièges |
| Parti                 | Parti                                   | Voix         | %            | Voix        | %           | Sièges |
| --------------------- | --------------------------------------- | ------------ | ------------ | ----------- | ----------- | ------ |
|                       | Républicains indépendants               | 21 496       | 21,76        | 23 299      | 23,76       | 1      |
|                       | Union des démocrates pour la République | 19 604       | 19,84        | 26 216      | 26,74       | 0      |
|                       | Divers droite                           | 3 526        | 3,57         |             |             | 0      |
|                       | Union des républicains de progrès       | 44 626       | 45,17        | 49 515      | 50,50       | 1      |
|                       |                                         |              |              |             |             |        |
|                       | Parti socialiste                        | 26 348       | 26,67        | 48 542      | 49,50       | 1      |
|                       | Parti communiste français               | 13 122       | 13,28        | Retrait     | Retrait     | 0      |
|                       | Parti socialiste unifié                 | 1 587        | 1,61         |             |             | 0      |
|                       | Union de la gauche                      | 41 057       | 41,56        | 48 542      | 49,50       | 1      |
|                       |                                         |              |              |             |             |        |
|                       | Mouvement réformateur                   | 13 113       | 13,27        | Retrait     | Retrait     | 0      |
|                       |                                         |              |              |             |             |        |
| Inscrits              | Inscrits                                | 123 531      | 100,00       | 123 526     | 100,00      | 2      |
| Abstentions           | Abstentions                             | 22 082       | 17,88        | 22 268      | 18,03       |        |
| Votants               | Votants                                 | 101 449      | 82,12        | 101 258     | 81,97       |        |
| Blancs et nuls        | Blancs et nuls                          | 2 653        | 2,62         | 3 201       | 3,16        |        |
| Exprimés              | Exprimés                                | 98 796       | 97,38        | 98 057      | 96,84       |        |
| Source : Data.gouv.fr |                                         |              |              |             |             |        |

### Résultats par circonscription

#### Première circonscription (Bar-le-Duc)
| Candidat       | Candidat                | Parti          | Premier tour | Premier tour | Second tour | Second tour |  |
| Candidat       | Candidat                | Parti          | Voix         | %            | Voix        | %           |  |
| -------------- | ----------------------- | -------------- | ------------ | ------------ | ----------- | ----------- |  |
|                | Louis Jacquinot sortant | UDR (URP)      | 19 604       | 35,72        | 26 216      | 48,04       |  |
|                | Jean Bernard élu        | PS (UGSD)      | 15 109       | 27,53        | 28 352      | 51,96       |  |
|                | Charles Richez          | MR             | 8 655        | 15,77        | Retrait     | Retrait     |  |
|                | Jean-Claude Salziger    | PCF            | 6 405        | 11,67        |             |             |  |
|                | Michel Leblanc          | Divers droite  | 3 526        | 6,42         |             |             |  |
|                | Jean-Claude Demailly    | PSU            | 1 587        | 2,89         |             |             |  |
|                |                         |                |              |              |             |             |  |
| Inscrits       | Inscrits                | Inscrits       | 69 099       | 100,00       | 69 096      | 100,00      |  |
| Abstentions    | Abstentions             | Abstentions    | 12 462       | 18,03        | 12 396      | 17,94       |  |
| Votants        | Votants                 | Votants        | 56 637       | 81,97        | 56 700      | 82,06       |  |
| Blancs et nuls | Blancs et nuls          | Blancs et nuls | 1 751        | 3,09         | 2 132       | 3,76        |  |
| Exprimés       | Exprimés                | Exprimés       | 54 886       | 96,91        | 54 568      | 96,24       |  |

#### Deuxième circonscription (Verdun)
| Candidat       | Candidat                       | Parti          | Premier tour | Premier tour | Second tour | Second tour |  |
| Candidat       | Candidat                       | Parti          | Voix         | %            | Voix        | %           |  |
| -------------- | ------------------------------ | -------------- | ------------ | ------------ | ----------- | ----------- |  |
|                | André Beauguitte sortant réélu | RI (UDR)       | 21 496       | 48,95        | 23 299      | 53,57       |  |
|                | René Vigneron                  | PS (UGSD)      | 11 239       | 25,6         | 20 190      | 46,43       |  |
|                | Daniel Mayer                   | PCF            | 6 717        | 15,3         | Retrait     | Retrait     |  |
|                | Pierre Amboise                 | MR             | 4 458        | 10,15        |             |             |  |
|                |                                |                |              |              |             |             |  |
| Inscrits       | Inscrits                       | Inscrits       | 54 432       | 100,00       | 54 430      | 100,00      |  |
| Abstentions    | Abstentions                    | Abstentions    | 9 620        | 17,67        | 9 872       | 18,14       |  |
| Votants        | Votants                        | Votants        | 44 812       | 82,33        | 44 558      | 81,86       |  |
| Blancs et nuls | Blancs et nuls                 | Blancs et nuls | 902          | 2,01         | 1 069       | 2,4         |  |
| Exprimés       | Exprimés                       | Exprimés       | 43 910       | 97,99        | 43 489      | 97,6        |  |